# Descripción densa

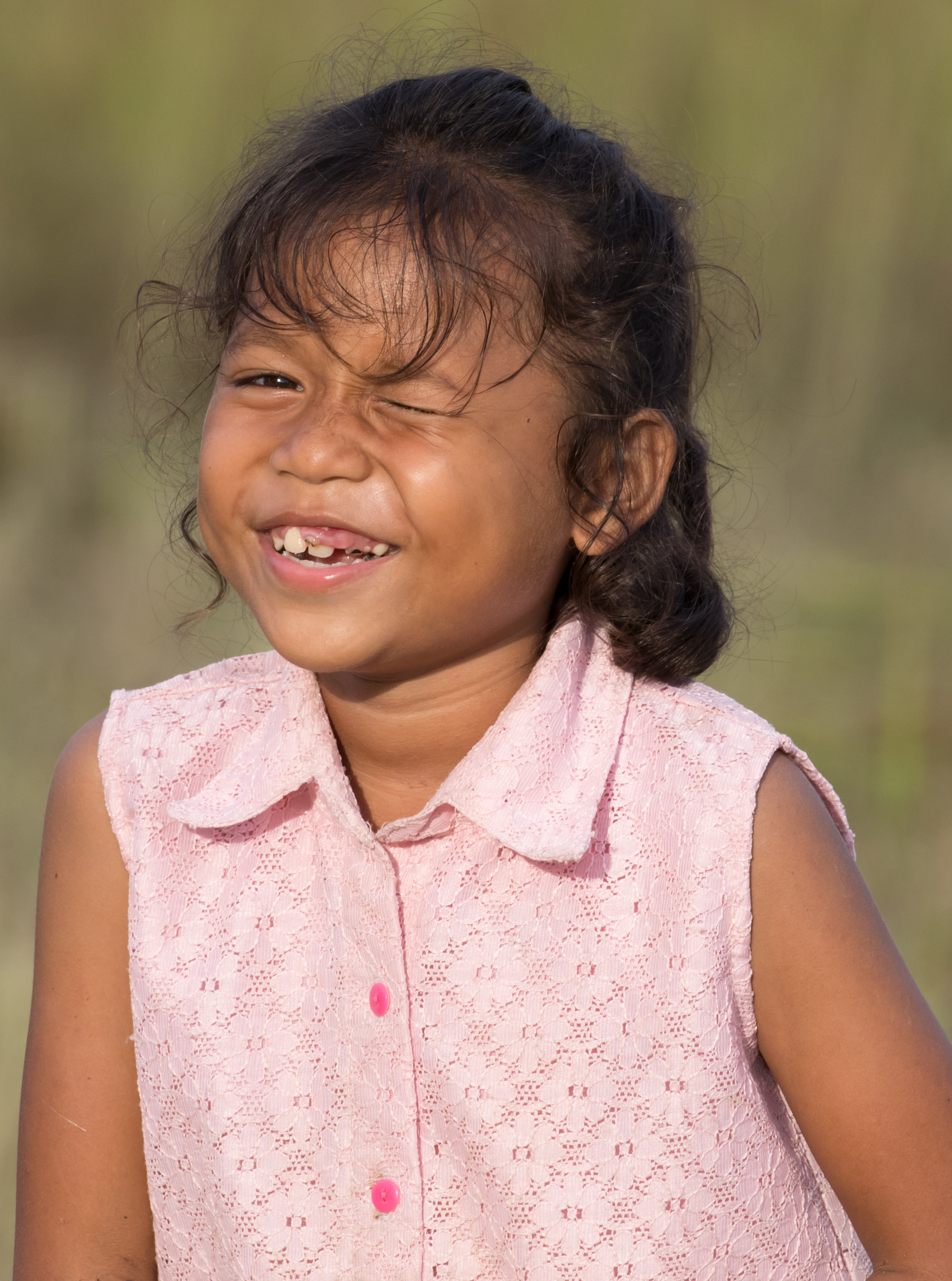
Niña guiñando el ojo, sonriendo y mirando al espectador bajo el sol en el campo de Don Det (Laos)

En antropología y otros campos, una descripción densa de una conducta humana es aquella que explica no sólo el comportamiento, sino también su contexto, de tal forma que la conducta se vuelve significativa para alguien ajeno a ella.
El término fue usado por el antropólogo Clifford Geertz en su obra La interpretación de las culturas (1973) para describir su propio método etnográfico (Geertz 1973:5-6, 9-10). Desde ese momento, el término y la metodología que representa se ha popularizado en las ciencias sociales y más allá. Hoy la "descripción densa" se utiliza en una variedad de campos, incluyendo la corriente de la crítica literaria conocida como Nuevo historicismo.
En su ensayo "Descripción densa: hacia una teoría interpretativa de la cultura" (1973), Geertz explica que adoptó el término del filósofo Gilbert Ryle, específicamente su ensayo "What is le Penseur doing?"

## Adopción
El enfoque geertziano de la "descripción densa" ha sido adoptado por el sociólogo Allen Scarboro, la psicóloga Nancy Campbell y la crítica literaria Shirley Stave en su libro Living Witchcraft: A Contemporary American Coven (1994). En Living Witchcraft, el trío de investigadores examinó un grupo de practicantes de Wicca conocido como Ravenswood, que se reunían en la ciudad estadounidense de Atlanta, al principio de los años '90. Destacando la influencia de Geertz en la introducción del libro, hacen notar su intención no sólo de presentar a las Wiccans de una forma que ellas mismas puedan reconocer, sino también en un modo que un extraño al mundo Wicca pueda comprender la experiencia de participar en rituales o clases en Ravenwood.